# Puerta de Europa

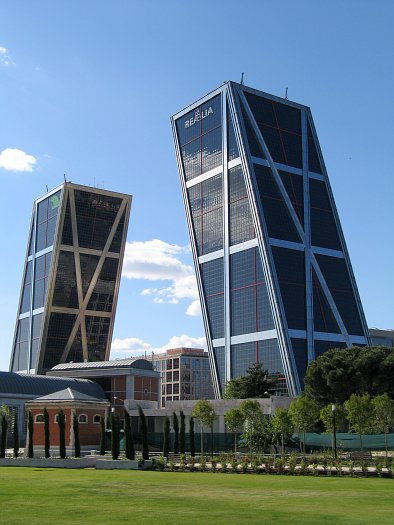
Puerta de Europa.

As torres Puerta de Europa (Porta da Europa, em português), também conhecidas por Torres KIO (devido à empresa que promoveu as obras, a KIO, Kuwait Investments Office) são duas torres inclinadas uma contra a outra em Madrid, Espanha. A inclinação das torres é de 15° com a vertical ; têm uma altura de 114 m, com 26 pisos. Estão situadas na  Plaza de Castilla perto do centro financeiro de AZCA.